# سیریل دیر
سیریل دیر (انگلیسی: Cyril Chevreuil؛ زادهٔ ۱۳ ژانویهٔ ۱۹۹۰) بازیکن فوتبال اهل فرانسه است.
از باشگاه‌هایی که در آن بازی کرده‌است می‌توان به باشگاه فوتبال اسپارتا روتردام اشاره کرد.